# Slime Language 2
Slime Language 2 — вторая компиляция американского лейбла YSL Records. Он был выпущен 16 апреля 2021 года. Сборник включает в себя 23 песни и содержит гостевые участия от Янг Тага, Gunna, Дрейка, Трэвиса Скотта, Lil Uzi Vert, Кида Кади, Биг Шона, Lil Baby, Meek Mill, Фьючера, Rowdy Rebel, Lil Keed, Nav, YNW Melly и других. Это сиквел дебютной компиляции Slime Language (2018). 23 апреля 2021 года была выпущена делюкс-версия.

## История
Gunna упомянул о работе над Slime Language 2 во время интервью о его втором студийном альбоме Wunna 22 мая 2020 года. Янг Таг объявил дату выпуска сборника 29 июля 2020 года, написав в Твиттере «#Slimelanguage2 8-16», однако потом удалил пост. 19 октября 2020 года Таггер, как считалось, подтвердил дату выхода альбома 27 ноября 2020 года и подтвердил, что на нём будет гостевое участие от умершего американского рэпера Juice WRLD. Вместо сборника, был выпущен ведущий сингл с альбома, «Take it to Trial», исполненный Янг Тагом и Gunna при участии Yak Gotti. 19 ноября 2020 года в интервью американскому рэперу T.I. в подкасте Expeditiously Янг Таг рассказал, что работает над Slime Language 2 и вторым студийным альбомом Punk. Он официально объявил дату выхода альбома 12 апреля 2021 года, а также поделился обложкой.
Софи Караан из Hypebeast что: «Несмотря на наличие множества исполнителей, Slime Language 2 проливает свет как на адаптивность, так и на звёздное качество подписантов YSL Records, эффективно доказывая, что они выдержат испытания временем и пойдут по своему собственному пути к величию».

## Синглы
Лид-сингл с альбома «Take it to Trial» в исполнении Янг Тага и Gunna при участии Yak Gotti был выпущен 18 декабря 2020 года. Песня Yak Gotti и Sheck Wes «GFU» при участии Yung Kayo была выпущена 29 января 2021 года, как второй сингла со сборника. 12 февраля 2021 года «That Go!» в исполнении Янг Тага и Meek Mill при участии T-Shyne был выпущены как третий и последний сингл.

## Обложка
Обложка выполнена в виде семейного портрета, изображающего коллектив YSL, сидящий в гостиной. Позади них за окнами видны молнии, а перед ними сидит зелёная собака.

## Список композиций
Песни 1-8, 13, 16, 19 и 22-23 исполнены Янг Тагом. Песни 1-4, 6, 14, 16 и 28 исполнены Gunna.
| №                   | Название                                                         | Продюсер(ы)                             | Длительность |
| ------------------- | ---------------------------------------------------------------- | --------------------------------------- | ------------ |
| 1.                  | «Slatty» (при участии Yak Gotti и Lil Duke)                      | Southside Gunboi PVLACE                 | 4:50         |
| 2.                  | «Ski»                                                            | Wheezy OuttaTown BabyWave               | 2:32         |
| 3.                  | «Diamonds Dancing» (при участии Трэвиса Скотта)                  | Turbo                                   | 4:02         |
| 4.                  | «Solid» (при участии Дрейка)                                     | Wheezy OZ Foreign Teck Elyas            | 3:35         |
| 5.                  | «Came and Saw» (при участии Rowdy Rebel)                         | Wheezy OZ Nik D                         | 2:54         |
| 6.                  | «Paid the Fine» (при участии Lil Baby и YTB Trench)              | Wheezy Sean Momberger                   | 3:21         |
| 7.                  | «Proud of You» (при участии Lil Uzi Vert и Yung Kayo)            | Bugz Ronin                              | 3:31         |
| 8.                  | «Real» (при участии Unfoonk)                                     | RichieTheGod JaiBeats                   | 3:13         |
| 9.                  | «I Like» (при участии Karlae и Coi Leray)                        | C-Gutta SK808 Luke Crowder              | 3:09         |
| 10.                 | «Warrior» (при участии T-Shyne, Lil Keed и Big Sean)             | Rok Nestxv                              | 3:38         |
| 11.                 | «Pots N Pans» (при участии Lil Duke и Nav)                       | Chase Davis Cubeatz                     | 3:13         |
| 12.                 | «WokStar» (при участии Strick и Скепты)                          | Sluzyyy Atake Osiris Louis-Émile Vromet | 3:01         |
| 13.                 | «Superstar» (при участии Фьючера)                                | Wheezy                                  | 2:29         |
| 14.                 | «Came Out» (при участии Lil Keed)                                | Wheezy StarBoy OuttaTown BabyWave       | 3:11         |
| 15.                 | «Really Be Slime» (при участии YNW Melly, BSlime и FN Da Dealer) | D-Roc 17OnDaTrack                       | 3:03         |
| 16.                 | «Take It to Trial» (при участии Yak Gotti)                       | Wheezy                                  | 2:50         |
| 17.                 | «Trance» (при участии Karlae и Yung Bleu)                        | Trappin N London Dez Wright             | 3:16         |
| 18.                 | «GFU» (совместно с Yak Gotti и Sheck Wes при участии Yung Kayo)  | Taurus                                  | 2:45         |
| 19.                 | «Moon Man» (при участии Strick и Кида Кади)                      | Neenyo Dot Da Genius Har2Nok BRYVN      | 3:20         |
| 20.                 | «Como Te Llama» (при участии HiDoraah)                           | Skeyez                                  | 4:01         |
| 21.                 | «Reckless» (при участии Dolly White)                             | Wavy-N WaveMakers Tyron808 Kayne        | 1:32         |
| 22.                 | «That Go!» (совместно с Meek Mill при участии T-Shyne)           | Nick Papz Yung Talent                   | 3:45         |
| 23.                 | «My City» (Ремикс) (при участии YTB Trench)                      | RNE LM                                  | 3:51         |
| Общая длительность: | Общая длительность:                                              | Общая длительность:                     | 75:02        |

| №                   | Название                                                              | Автор(ы)                                                         | Продюсер(ы)          | Длительность |
| ------------------- | --------------------------------------------------------------------- | ---------------------------------------------------------------- | -------------------- | ------------ |
| 24.                 | «Slam the Door»                                                       | J. Williams Kitchens Glass Cleary-Krell                          | Wheezy Dez Wright    | 3:08         |
| 25.                 | «Litty» (при участии DaBaby)                                          | J. Williams Jonathan Kirk Glass                                  | Wheezy               | 3:36         |
| 26.                 | «No Surprise» (при участии Don Toliver и BSlime)                      | J. Williams Caleb Toliver King Glass Hitmaka Millz               | Wheezy Hitmaka Millz | 3:45         |
| 27.                 | «Mil In Vegas» (при участии Nav)                                      | J. Williams Goraya Glass                                         | Wheezy               | 2:51         |
| 28.                 | «Explosion» (при участии Yak Gotti и FN Da Dealer)                    | Kitchens Kendrick FN Da Dealer                                   | Turbo                | 2:34         |
| 29.                 | «Yessirskii» (при участии Mego)                                       | Mari Williams James Russell                                      | Slice                | 1:28         |
| 30.                 | «Mack Truck» (при участии Jim Jones)                                  | J. Williams Joseph Jones II                                      | Veor Leior           | 2:05         |
| 31.                 | «Mob Ties Remix» (при участии Unfoonk, 24Heavy, Фьючера и YTB Trench) | J. Williams Unfoonk Ricky Hill Wilburn YTB Trench Renzo de Vries | Aloy                 | 3:23         |
| Общая длительность: | Общая длительность:                                                   | Общая длительность:                                              | Общая длительность:  | 1:38:17      |

## Чарты
| Чарт (2021)                            | Высшая позиция |
| -------------------------------------- | -------------- |
| Бельгия/Фландрия (Ultratop)            | 19             |
| Бельгия/Валлония (Ultratop)            | 49             |
| Канада (Canadian Albums Chart)         | 2              |
| Нидерланды (Album Top 100)             | 6              |
| Франция (SNEP)                         | 40             |
| Германия (Offizielle Top 100)          | 31             |
| Италия (FIMI)                          | 45             |
| Литва (AGATA)                          | 10             |
| Новая Зеландия (RMNZ)                  | 14             |
| Норвегия (VG-lista)                    | 4              |
| Швеция (Sverigetopplistan)             | 58             |
| Швейцария (Schweizer Hitparade)        | 10             |
| США (Billboard 200)                    | 1              |
| США (Billboard Top R&B/Hip-Hop Albums) | 1              |